# Festuca zobelii
Festuca zobelii är en gräsart som beskrevs av Wein. Festuca zobelii ingår i släktet svinglar, och familjen gräs. Inga underarter finns listade i Catalogue of Life.